# París-Roubaix 2025
La 122.ª edición de la clásica ciclista París-Roubaix fue una carrera en Francia que se celebró el 13 de abril de 2025 sobre un recorrido de 259.2 kilómetros entre la ciudad francesa de Compiègne y el velódromo del municipio de Roubaix.
La prueba formó parte del UCI WorldTour 2025, calendario ciclístico de máximo nivel mundial, y fue la decimosexta carrera de dicho circuito. Por tercer año seguido el vencedor fue el neerlandés Mathieu van der Poel del Alpecin-Deceuninck, quien estuvo acompañado en el podio por el esloveno Tadej Pogačar del UAE Emirates XRG y el danés Mads Pedersen del Lidl-Trek, segundo y tercer clasificado respectivamente.

## Equipos participantes
Tomaron parte en la carrera 25 equipos: los 18 de categoría UCI WorldTeam y 7 de categoría UCI ProTeam. Formaron así un pelotón de 175 ciclistas de los cuales finalizaron 117. Los equipos participantes fueron:
| WorldTeams (18)- Alpecin-Deceuninck - Arkéa-B&B Hotels - Bahrain-Victorious - Cofidis - Decathlon AG2R La Mondiale Team - EF Education-EasyPost - Groupama-FDJ - Ineos Grenadiers - Intermarché-Wanty - Lidl-Trek - Movistar Team - Red Bull-BORA-hansgrohe - Soudal Quick-Step - Team Jayco AlUla - Team Picnic-PostNL - Team Visma \| Lease a Bike - UAE Team Emirates XRG - XDS Astana Team ProTeams (7)- Lotto - Israel-Premier Tech - Uno-X Mobility - Q36.5 Pro Cycling Team - Team TotalEnergies - Tudor Pro Cycling Team - Unibet Tietema Rockets |
| |

## Clasificación final
La clasificación finalizó de la siguiente forma:
| \| Clasificación general \| Clasificación general \| Clasificación general \| Clasificación general \| Clasificación general \| \| Ciclista \| Ciclista \| Equipo \| Tiempo \| \| \| --------------------- \| --------------------- \| -------------------------- \| --------------------- \| --------------------- \| \| 1.º \| Mathieu van der Poel \| Alpecin-Deceuninck \| 5 h 31 min 27 s \| \| \| 2.º \| Tadej Pogačar \| UAE Team Emirates XRG \| + 1 min 18 s \| \| \| 3.º \| Mads Pedersen \| Lidl-Trek \| + 2 min 11 s \| \| \| 4.º \| Wout van Aert \| Team Visma \\| Lease a Bike \| + 2 min 11 s \| \| \| 5.º \| Florian Vermeersch \| UAE Team Emirates XRG \| + 2 min 11 s \| \| \| 6.º \| Jonas Rutsch \| Intermarché-Wanty \| + 3 min 46 s \| \| \| 7.º \| Stefan Bissegger \| Decathlon-AG2R La Mondiale \| + 3 min 46 s \| \| \| 8.º \| Markus Hoelgaard \| Uno-X Mobility \| + 3 min 46 s \| \| \| 9.º \| Fred Wright \| Bahrain Victorious \| + 4 min 35 s \| \| \| 10.º \| Laurenz Rex \| Intermarché-Wanty \| + 4 min 36 s \| \| \| 11.º \| Jasper Philipsen \| Alpecin-Deceuninck \| + 4 min 38 s \| \| \| 12.º \| Marco Haller \| Tudor Pro Cycling Team \| + 4 min 43 s \| \| \| 13.º \| Filippo Ganna \| Ineos Grenadiers \| + 4 min 45 s \| \| \| 14.º \| Madis Mihkels \| EF Education-EasyPost \| + 4 min 45 s \| \| \| 15.º \| Biniam Girmay \| Intermarché-Wanty \| + 4 min 45 s \| \| |                      |                            |                 |
| |                      |                            |                 |
| Fuente: ProCyclingStats |                      |                            |                 |
| Clasificación general |                      |                            |                 |
| Ciclista | Ciclista             | Equipo                     | Tiempo          |
| 1.º | Mathieu van der Poel | Alpecin-Deceuninck         | 5 h 31 min 27 s |
| 2.º | Tadej Pogačar        | UAE Team Emirates XRG      | + 1 min 18 s    |
| 3.º | Mads Pedersen        | Lidl-Trek                  | + 2 min 11 s    |
| 4.º | Wout van Aert        | Team Visma \| Lease a Bike | + 2 min 11 s    |
| 5.º | Florian Vermeersch   | UAE Team Emirates XRG      | + 2 min 11 s    |
| 6.º | Jonas Rutsch         | Intermarché-Wanty          | + 3 min 46 s    |
| 7.º | Stefan Bissegger     | Decathlon-AG2R La Mondiale | + 3 min 46 s    |
| 8.º | Markus Hoelgaard     | Uno-X Mobility             | + 3 min 46 s    |
| 9.º | Fred Wright          | Bahrain Victorious         | + 4 min 35 s    |
| 10.º | Laurenz Rex          | Intermarché-Wanty          | + 4 min 36 s    |
| 11.º | Jasper Philipsen     | Alpecin-Deceuninck         | + 4 min 38 s    |
| 12.º | Marco Haller         | Tudor Pro Cycling Team     | + 4 min 43 s    |
| 13.º | Filippo Ganna        | Ineos Grenadiers           | + 4 min 45 s    |
| 14.º | Madis Mihkels        | EF Education-EasyPost      | + 4 min 45 s    |
| 15.º | Biniam Girmay        | Intermarché-Wanty          | + 4 min 45 s    |

## Ciclistas participantes y posiciones finales
Convenciones:
- AB: Abandono
- FLT: Retiro por llegada fuera del límite de tiempo
- NTS: No tomó la salida
- DES: Descalificado o expulsado

## UCI World Ranking
La París-Roubaix otorgó puntos para el UCI World Ranking para corredores de los equipos en las categorías UCI WorldTeam, UCI ProTeam y Continental. Las siguientes tablas son el baremo de puntuación y los diez ciclistas que obtuvieron más puntos:
| Posición   | 1.º | 2.º | 3.º | 4.º | 5.º | 6.º | 7.º | 8.º | 9.º | 10.º | 11.º | 12.º | 13.º | 14.º | 15.º | 16.º-20.º | 21.º-30.º | 31.º-50.º | 51.º-55.º | 56.º-60.º |
| Puntuación | 800 | 640 | 520 | 440 | 360 | 280 | 240 | 200 | 160 | 135  | 110  | 95   | 85   | 65   | 55   | 50        | 30        | 15        | 10        | 5         |

| Clasificación |                      |                            |        |
| Posición      | Ciclista             | Equipo                     | Puntos |
| ------------- | -------------------- | -------------------------- | ------ |
| 1.º           | Mathieu van der Poel | Alpecin-Deceuninck         | 800    |
| 2.º           | Tadej Pogačar        | UAE Emirates XRG           | 640    |
| 3.º           | Mads Pedersen        | Lidl-Trek                  | 520    |
| 4.º           | Wout van Aert        | Visma \| Lease a Bike      | 440    |
| 5.º           | Florian Vermeersch   | UAE Emirates XRG           | 360    |
| 6.º           | Jonas Rutsch         | Intermarché-Wanty          | 280    |
| 7.º           | Stefan Bissegger     | Decathlon AG2R La Mondiale | 240    |
| 8.º           | Markus Hoelgaard     | Uno-X Mobility             | 200    |
| 9.º           | Fred Wright          | Bahrain Victorious         | 160    |
| 10.º          | Laurenz Rex          | Intermarché-Wanty          | 135    |